# Архарли (Сарибастауський сільський округ)
Архарли́ (каз. Арқарлы) — село у складі Кербулацького району Жетисуської області Казахстану. Входить до складу Сарибастауського сільського округу.
Населення — 22 особи (2021; 180 у 2009, 223 у 1999, 238 у 1989).